# Lasiurus seminolus
Lasiurus seminolus är en fladdermusart som först beskrevs av Samuel N. Rhoads 1895.  Lasiurus seminolus ingår i släktet Lasiurus och familjen läderlappar. IUCN kategoriserar arten globalt som livskraftig. Inga underarter finns listade i Catalogue of Life.
Arten listades länge som en underart till Lasiurus borealis. Sedan mitten av 1900-talet är den godkänd som art.

## Utseende
Enligt två olika studier är den genomsnittliga kroppslängden (inklusive svans) 97,7 respektive 103,5 mm, svanslängden 39,7 respektive 45,5 mm och underarmlängden 39,7 respektive 40,7 mm. Vikten varierar mellan 9,3 och 13,8 g. Pälsen har en rödbrun färg med en något ljusare undersida. Ofta förekommer vita hårspetsar vad som ger pälsen ett frostigt utseende. Vitaktig päls vid halsen påminner om en krage. Den del av flygmembranen som ligger mellan bakbenen är på undersidan täckt av päls.

## Utbredning
Denna fladdermus förekommer i sydvästra USA från Texas i väst till Florida i öst och norrut till Arkansas och Virginia. Mindre avskilda populationer hittas utanför denna region. Arten föredrar skogar med lövfällande träd och med några barrträd.

## Ekologi
Lasiurus seminolus jagar flygande insekter som flugor, skalbaggar, bin, getingar eller gräshoppor. Jakten sker vanligen över trädens toppar 6 till 15 meter över marken. Ibland jagar fladdermusen över dammar, vid skogens kanter eller i närheten av lampor. Under jakten använder arten ekolokalisering.
Individerna vilar vanligen ensam eller i mindre flockar. De håller sig fast på trädstammen 1,5 till 6,1 meter över marken. Vanligen sitter de på ansamlingar av spansk mossa (Tillandsia usneoides) och sällan direkt på barken. När fladdermusen lämnar viloplatsen faller den för en bit innan den börjar flyga. Lasiurus seminolus jagar inte när lufttemperaturen är lägre än 21°C, bara vid ökad luftfuktighet kan den vara aktiv vid lägre temperaturer. Arten håller ingen vinterdvala men den kan tidvis falla i ett stelt tillstånd (torpor). Några populationer flyger en kortare sträcka söderut före vintern. Äldre individer var oftast honor och därför antas att hanar har en kortare livslängd.